# Atlético Clube de Vila Meã
Maillots
L'Atlético Clube de Vila Meã est un club portugais de football.
Le club est basé à Vila Meã, dans le district d'Amarante.